# Martine (série)
Pour les articles homonymes, voir Martine.
 (juin 2025).
Martine est l'héroïne éponyme d'une série de soixante albums pour enfants, publiés entre 1954 et 2010, presque au rythme d'un par an, par l'éditeur belge Casterman.
Martine, l'héroïne, est une petite fille d'une dizaine d'années qui vit des « aventures » simples ancrées dans le quotidien. Phénomène de l'édition, une centaine de millions d'exemplaires d'albums de la série, dont plus d'un quart en langues étrangères, se sont vendus dans une trentaine de pays,. Dans ces différentes langues, la petite héroïne a, le plus souvent, un autre prénom : Anita, Tiny, Debbie, Maja, Marika, Mary, Steffi, etc.
Les histoires, écrites par Gilbert Delahaye (1923-1997) puis, après la mort de celui-ci, par Jean-Louis Marlier (1963-2019), sont illustrées par Marcel Marlier (1930-2011), père de Jean-Louis. La série prend fin avec la mort de son dessinateur, les albums existants continuant néanmoins à être publiés.
À partir de 2021 paraissent annuellement des Martine, sous forme d'albums mélangeant dessins et photographies actuelles.

## Présentation de la série

### Thème
Avec ses frères Jean et Alain, son amie Nicole, ses amis, son chien Patapouf et le chat Moustache, Martine, petite fille âgée d'une dizaine d'années, vit des « aventures » qui restent en fait ancrées dans le quotidien. La plupart des albums présentent une activité : Martine va à la ferme, à la mer, à la montagne, au cirque, au zoo ; elle «fait » la cuisine, de la voile, de l'équitation, de la danse, du théâtre, etc. ; ou est confrontée à un événement relativement marquant de la vie enfantine : un déménagement, une hospitalisation, la naissance d'un petit frère...

### Genèse
Depuis le premier album Martine à la ferme, publié par Casterman en 1954 dans la collection Farandole, Martine est devenue un véritable phénomène de l'édition pour la jeunesse.
Gilbert Delahaye travaille alors aux éditions Casterman. Son directeur, apprenant qu'il est l'auteur de poésies et d'histoires pour enfants, lui demande d'imaginer les aventures d'une petite fille. C'est ainsi qu'à trente ans, il écrit Martine à la ferme.
Pour illustrer l'histoire, on fait appel à Marcel Marlier. À vingt-trois ans, il a déjà illustré plusieurs ouvrages. Il habite Tournai, en Belgique, où se trouve justement le siège des éditions Casterman. C'est là qu'il reçoit le texte de Martine à la ferme écrit par Gilbert Delahaye.
Dès sa parution, l'album connaît un succès immédiat[pourquoi ?] et les aventures de Martine sont connues dans le monde entier.
Depuis l'an 2000, Casterman édite des fac-similés des titres de la série parus dans la collection Farandole (ont paru les dix-sept premiers titres).

### Illustrations

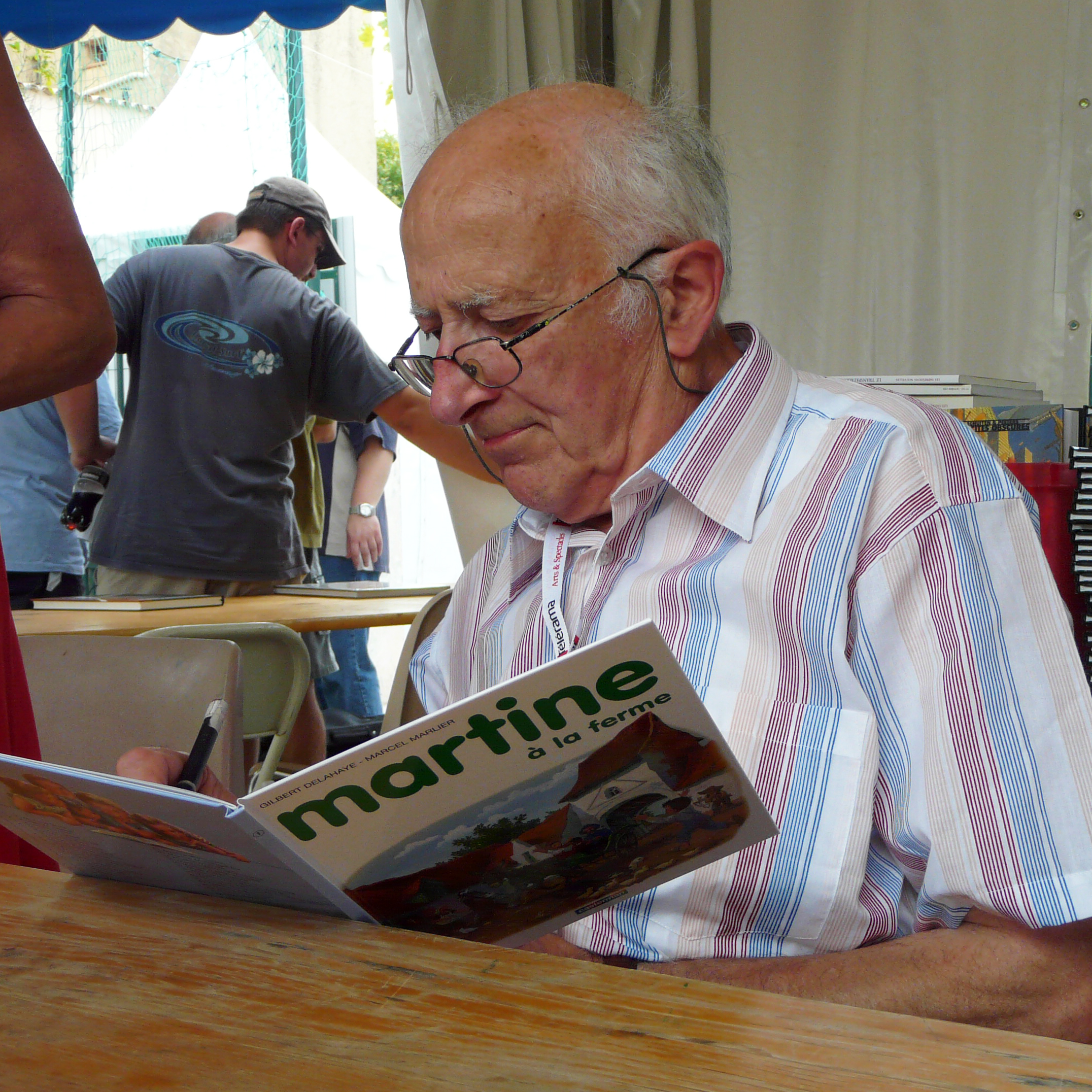
L'illustrateur Marcel Marlier dédicaçant un album de Martine

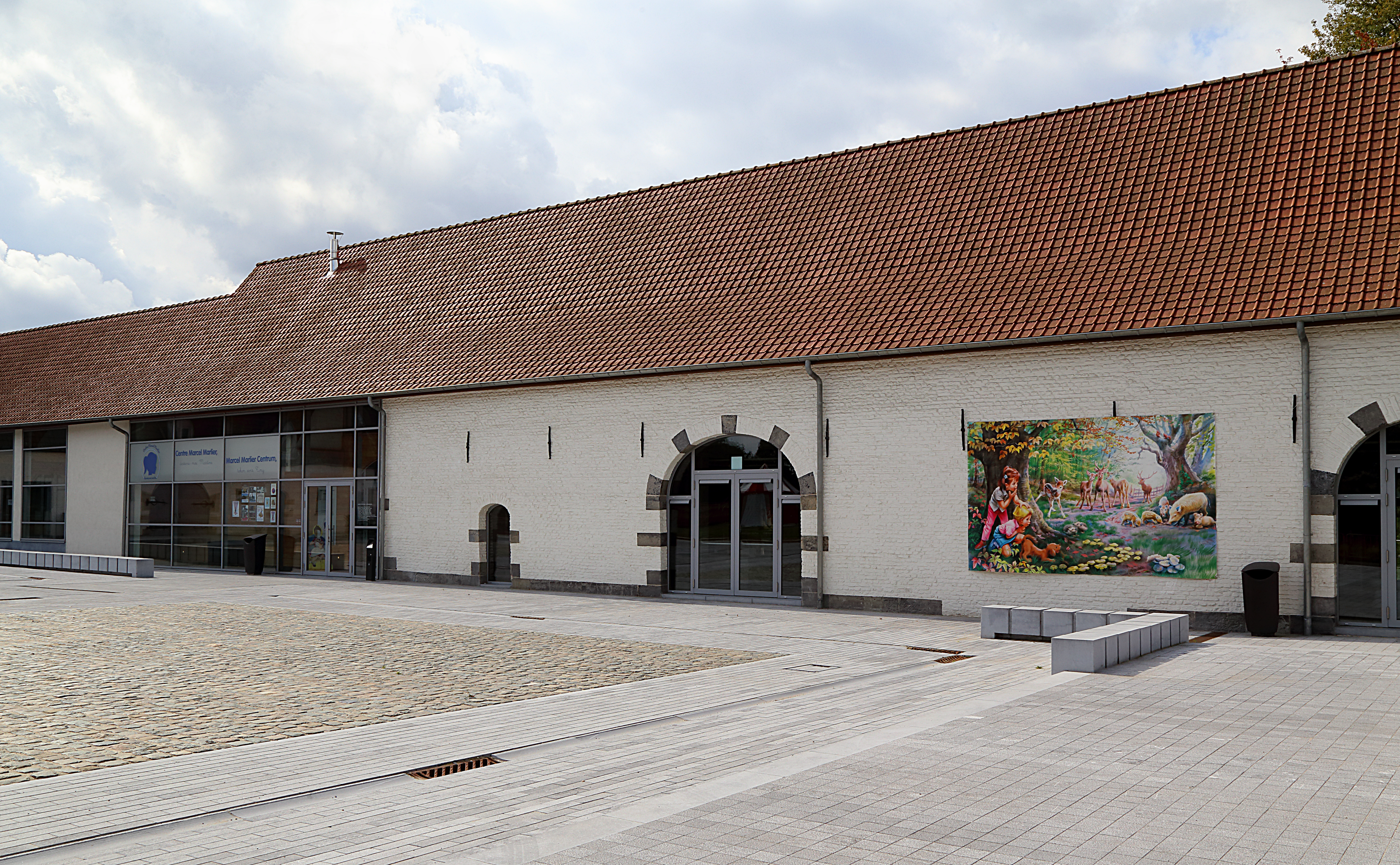
Le Centre Marcel Marlier, dessine-moi Martine à Mouscron

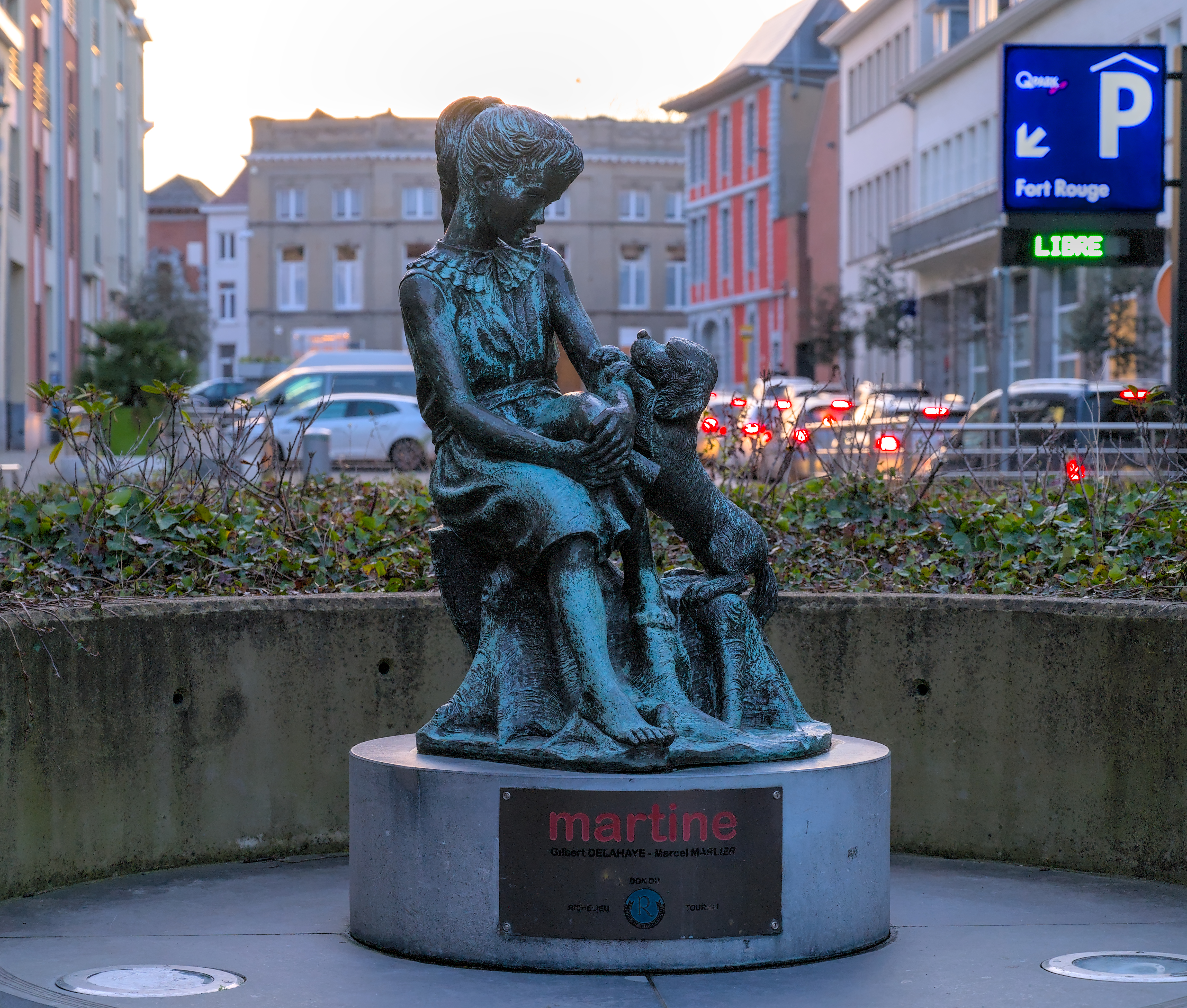
Statue de Martine à Tournai

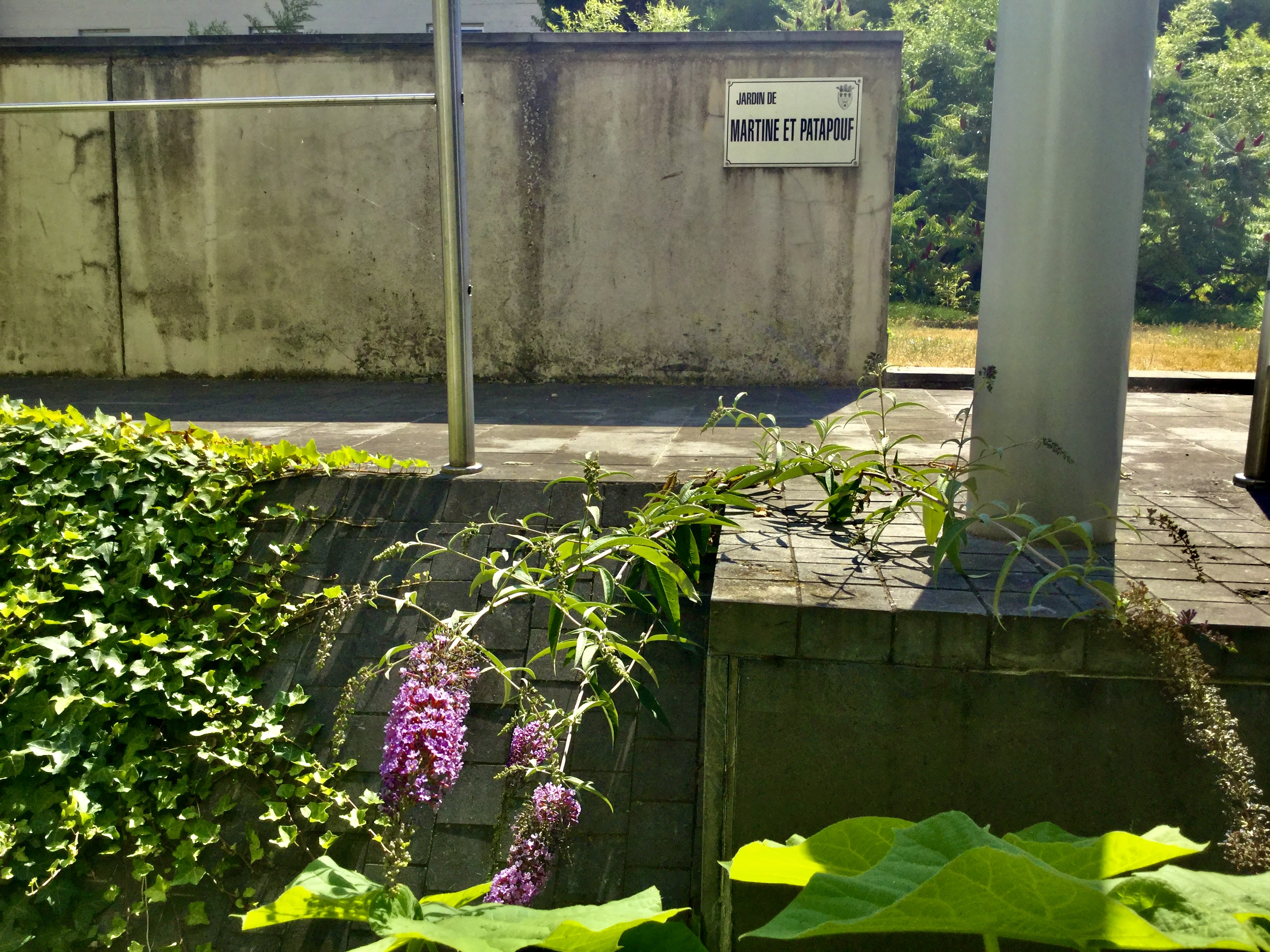
Le jardin de Martine et Patapouf dans la galerie Henri Casterman à Tournai (Belgique).

Les illustrations, qui ont fait le succès de la série, ont évolué au fil des années mais, d'une façon générale, sont d'un réalisme plutôt naïf. Le dessin est détaillé, les lumières sont flatteuses, les couleurs pastel. Un grand soin est apporté aux décors, aux tenues des personnages et surtout aux expressions de ceux-ci.
La première petite fille à servir de modèle à Martine est Marie-Paule Caes, âgée alors de 6 ans, dont les parents étaient des amis de Gilbert Delahaye, qui résidait alors dans le même village, Herseaux. Depuis 1976, Marie-Paule Caes vit en France sur la côte vendéenne à Saint-Hilaire-de-Riez.
La série témoigne d'un certain idéal des années 1950, 1960 et 1970. À partir des années 1980, la série devient beaucoup moins représentative de son époque. Dans les années 1980, des critiques la présentaient comme une œuvre rétrograde ou sexiste, mettant en scène un univers bourgeois dans ses préoccupations.[source insuffisante] La série demeure pourtant un « classique » de l'édition jeunesse.
En 2003, une rétrospective, Martine. Marcel Marlier, s'est tenue au festival de Blois.
En 2021 et 2022 paraissent les 61e et 62e albums, Martine au Louvre et Martine au château de Versailles, mélangeant dessins et photographies actuelles. Sur le même principe (mélange de dessins tirés des 60 aventures écrites par les auteurs agrémentant des photographies actuelles) paraît en mai 2023 Martine en Bretagne, le 63e album.

### Albums
- [1] - Martine à la ferme (1954)[9]
- [2] - Martine en voyage (1954)
- [3] - Martine à la mer (1956)
- [4] - Martine au cirque (1956)
- [5] - Martine, vive la rentrée! (1957)
- [6] - Martine à l’école (1957)
- [7] - Martine à la foire (1958)
- [8] - Martine fait du théâtre (1959)
- [9] - Martine à la montagne (1959)
- [10] - Martine fait du camping (1960)
- [11] - Martine en bateau (1961)
- [12] - Martine et les 4 saisons (1962)
- [13] - Martine à la maison (1963)
- [14] - Martine au zoo (1963)
- [15] - Martine fait ses courses (1964)
- [16] - Martine en avion (1965)
- [17] - Martine monte à cheval (1966)
- [18] - Martine au parc (1967)
- [19] - Martine petite maman (1968)
- [20] - Martine fête son anniversaire (1969)
- [21] - Martine embellit son jardin (1970)
- [22] - Martine fait de la bicyclette (1971)
- [23] - Martine petit rat de l'opéra (1972)[10].
- [24] - Martine à la fête des fleurs (1973)
- [25] - Martine fait la cuisine (1974)
- [26] - Martine apprend à nager (1975)
- [27] - Martine est malade (1976)
- [28] - Martine chez tante Lucie (1977)
- [29] - Martine prend le train (1978)
- [30] - Martine fait de la voile (1979)
- [31] - Martine et son ami le moineau (1980)
- [32] - Martine et l'âne Cadichon (1981)
- [33] - Martine fête maman (1982)
- [34] - Martine en montgolfière (1983)
- [35] - Martine découvre la musique (1985)
- [36] - Martine a perdu son chien (1986)
- [37] - Martine dans la forêt (1987)
- [38] - Martine et le cadeau d'anniversaire (1988)
- [39] - Martine a une étrange voisine (1989)
- [40] - Martine, un mercredi pas comme les autres (1990)
- [41] - Martine, la nuit de Noël (1991)
- [42] - Martine va déménager (1992)
- [43] - Martine se déguise (1993)
- [44] - Martine et le chaton vagabond (1994)
- [45] - Martine, il court, il court, le furet ! (1995)
- [46] - Martine, l'accident (1996)
- [47] - Martine baby-sitter (1997)
- [48] - Martine en classe de découverte (1998)
- [49] - Martine, la leçon de dessin (1999)
- [50] - Martine au pays des contes (2000)
- [51] - Martine et les marmitons (2001)
- [52] - Martine, la surprise (2002)
- [53] - Martine, l'arche de Noé (2003)
- [54] - Martine, princesses et chevaliers (2004)
- [55] - Martine, drôles de fantômes ! (2005)
- [56] - Martine, un amour de poney (2006)
- [57] - Martine, j’adore mon frère (2007)
- [58] - Martine et un chien du tonnerre (2008)
- [59] - Martine protège la nature (2009)
- [60] - Martine et le prince mystérieux (2010)
- [61] - Martine au Louvre (2021)
- [62] - Martine au château de Versailles (2022)
- [63] - Martine en Bretagne (2023)
- [64] - Martine à Paris (2024)
- [Hors série] - Martine au Bon Marché (2001)
- [Hors série] - Martine visite Bruxelles (2011)
- [Hors série] - Martine visite Tournai (2012)
- [Hors série] - Martine a un papi bizarre (2019)
- [Hors série] - Martine visite Mouscron (2020)
- [Hors série] - Martine aux Galeries Lafayette (2022)

## Collaboration de Hubert Colson
Le pâtissier-psychanalyste Hubert Colson a publié des recettes de pâtisserie adaptées aux enfants dans deux albums de Martine:
- La Pâtisserie avec Martine, d'après les albums de Gilbert Delahaye et Marcel Marlier ; recettes de Hubert Colson ; illustrées par Nadette Charlet, Casterman, Bruxelles, 2004.
- (nl) Tiny's kookboek : koekjes en gebak, gebaseerd op de boeken van Gijs Haag en Marcel Marlier ; recepten van Hubert Colson ; geïllustreerd door Nadette Charlet, Casterman, 2004.
- Le « Sucré salé » avec Martine, d'après les albums de Gilbert Delahaye et Marcel Marlier ; textes et recettes de Hubert Colson ; illustrées par Nadette Charlet, Casterman, Bruxelles, 2004.
- (nl) Tiny's kookboek : zoet en zout, gebaseerd op de boeken van Gijs Haag en Marcel Marlier ; recepten van Hubert Colson ; geïllustreerd door Nadette Charlet, Casterman, 2004.

## Série télévisée d'animation
Une série d'animation en 3D réalisée par Claude Allix et produite par Les Armateurs, racontant les aventures de Martine et de ses amis, a été lancée le 27 août 2012 sur M6
Disney Junior , et au Québec à partir du 15 septembre 2012 à Télé-Québec.

### Distribution
- Fily Keita : Martine
- Hermine Regnaut : Claire
- Magali Rosenzweig : Julie, Marie et Inès
- Jessica Monceau : Émilie et Antoine
- Gwenaëlle David : Rico
- Pauline Brunner : Alain
- Céline Ronté : Delphine, Aya, Emeric  et la maman
- Hervé Rey : Jean
- Laurence Guillermaz : Mme Lambert et tante Mathilde
- Béatrice de La Boulaye : Simon
- Hélène Bizot : Sébastien, Paul et Gisèle
- Sauvane Delanoë : Jérémy
- Corinne Martin : Sophie
- Gilles Morvan : Thomas
- Olivier Martret : Vincent et Franky G
- Christian Pélissier : Oncle André et le Père Gabriel
- Hervé Caradec : Monsieur le Maire
- Matthew Géczy : Bruce
- Évelyne Grandjean : Mme Huguette
- Michel Dodane : Monsieur Pichon et l'inspecteur
- Christophe Lemoine : Jean-François et l'animateur radio
- Claire Baradat : Virginie
- Brigitte Lecordier : Raphaël
- Pascal Germain : le réalisateur et le père de Rico

 Source et légende : version française (VF) sur RS Doublage

### Saison 1
La date indique sa première diffusion sur M6.
1. Embrouilles au chocolat (27 août 2012)
2. Martine rapporteuse (28 août 2012)
3. La Fête des mères (30 août 2012)
4. La Déléguée (31 août 2012)
5. De fins limiers (3 septembre 2012)
6. Opération Cupidon (4 septembre 2012)
7. Entraînement de choc (6 septembre 2012)
8. Les Visiteurs (7 septembre 2012)
9. L'Arbre de Martine (8 octobre 2012)
10. L'Exposé de Martine (9 octobre 2012)
11. Le Masque africain (11 octobre 2012)
12. Une journée à la boutique (12 octobre 2012)
13. Martine baby-sitter (15 octobre 2012)
14. Martine aux olympiades (16 octobre 2012)
15. L’école buissonnière (18 octobre 2012)
16. La Course d'orientation (19 octobre 2012)
17. Y'a comme un os (14 octobre 2012)
18. La Bague magique (14 octobre 2012)
19. Une princesse de rêve (12 novembre 2012)
20. Une invitée parfaite (13 novembre 2012)
21. Mission M (15 novembre 2012)
22. Silence, on tourne ! (16 novembre 2012)
23. Martine reporter (19 novembre 2012)
24. Le Mystère de la dame aux chats (20 novembre 2012)
25. La Maison hantée (17 janvier 2013)
26. Le Vide-grenier (18 janvier 2013)
27. Le Concours de Moustache (2 décembre 2012)
28. À cheval sur le règlement (23 décembre 2012)
29. Le Bal (9 décembre 2012)
30. En peinture (21 janvier 2013)
31. Pépito (24 janvier 2013)
32. Baignade interdite (25 janvier 2013)
33. Rendez-vous à la rivière (28 janvier 2013)
34. Traînée de poudre (22 novembre 2012)
35. La Chasse au trésor (29 janvier 2013)
36. La croisade nature (31 janvier 2013)
37. La Maison des jeunes (1er février 2013)
38. Faux journal (25 février 2013)
39. La Centenaire (26 février 2013)
40. Sauvez Vincent ! (28 février 2013)
41. Quel cirque ! (1er mars 2013)
42. La Tombola (4 mars 2013)
43. Le Monstre de la forêt (5 mars 2013)
44. Martine mène sa barque (28 mars 2013)
45. Martine ouvre un restaurant (29 mars 2013)
46. Une journée professionnelle (1er avril 2013)
47. Une famille formidable (2 avril 2013)
48. Une journée entre filles (4 avril 2013)
49. Comme il est mignon ! (5 avril 2013)
50. L'Arbre maudit (23 novembre 2012)
51. La Retenue (30 avril 2013)
52. Je t'aime moi non plus (2 mai 2013)

### Saison 2
Diffusée sur M6 à la rentrée de septembre 2016.
1. "C'est quoi ton voeu?"
2. Cours Pichon, cours !
3. La dette
4. Le bonnet de la honte
5. Le choix de Martine
6. Le pot de colle
7. Martine redouble
8. Chien enragé
9. Chat pacha
10. Le Secret de Rico
11. Le Karma
12. Au revoir les poneys
13. Pichon détective
14. Qui se ressemble…
15. Le vol des étoiles
16. Miss pimbêche
17. Ouvrez la cage aux oiseaux
18. Baby-sitting blues
19. Une journée à la Pichon
20. Pichon quitte le navire
21. Le Petit Ventre de la maîtresse
22. La Bague au doigt
23. Roméo contre Juliette
24. Pichon contre Pichon
25. Les Lunettes de Claire
26. Simon se muscle
27. Une rentrée mouvementée
28. Bon anniversaire, Rico
29. Claire ventriloque
30. Le déménagement"
31. Alerte aux boutons
32. Cabane en danger
33. Cours particuliers
34. Martine file un mauvais coton
35. Le Jockey
36. On ne fait pas d'omelette…
37. Claire, réveille-toi !
38. La Reine de la fête
39. Virginie stagiaire
40. Papa est à la maison
41. C'est moi ou lui !
42. Reviens vite Émilie !
43. Rendez-vous manqué'
44. La cousine en planque
45. Le gentillomètre
46. Papy sitter
47. Un remplaçant pour Monsieur le Maire
48. La nouvelle voix
49. L'amour n'a pas d'âge
50. Cric Crac! En cage!
51. Entre deux frères
52. Le bras de la discorde

### Diffusion
En France, la série est diffusée le lundi, mardi, jeudi et vendredi vers 6 h 45, et le dimanche vers 10 h 20 du 14 octobre 2012 au 23 décembre 2012, dans le programme M6 Kid. La saison 1 se compose de 52 épisodes de 13 minutes. M6 n'a pas toujours diffusé les épisodes dans l'ordre. La série est aussi diffusée sur Disney Junior et sur TV5 Monde , dans le programme Tivi5, les samedis et dimanches vers 9 h 15 (2014).

#### Personnages
- Martine : le personnage principal, écolière intelligente, gentille et amie fidèle qui aime user de stratégie pour résoudre les problèmes de ses amies ; mais aussi rusée et n'hésitant pas à mentir pour arriver à ses fins. Dans la saison 2, elle est amoureuse de Rico et on le voit clairement dans certains épisodes .

- - Famille de Martine
- Thomas : père de Martine, photographe reporter, souvent absent;
- Marie : mère de Martine, vétérinaire
- Jean : frère aîné de Martine, jamais à court d'idées, très inventif et a le béguin pour Sabine
- Alain : frère cadet de Martine, fait plein de bêtises
- Mathilde : tante paternelle de Martine qui tient une galerie d'art
- Oncle André : oncle de Martine, propriétaire du centre équestre
- Sophie : cousine de Martine et la sœur de Raphaël, complice d’Émilie très naïve, bête, stupide et innocente.
- Raphaël : cousin de Martine dans la saison 2 et frère de Sophie
- Jean-François : oncle paternel de Martine et père de Virginie, inventeur manqué et farfelu;
- Virginie : cousine de Martine dans la saison 2, un peu paresseuse et étourdie. Elle semble apprécier Vincent

- - Le monde de Martine :

- Patapouf : teckel à poils courts, chien de Martine
- Moustache : le chat de Martine
- Café : un des poneys de Oncle André
- Pepito : un des poneys de Oncle André (oncle de Martine)

- Julie : meilleure amie de Martine, très superstitieuse , elle a un faible pour Antoine et elle est très drôle
- Claire : meilleure amie de Martine, amoureuse de Sébastien, un peu timide et un peu myope
- Émilie : fille du maire, la chipie et peste, méchante, maligne, jalouse de Martine, toujours à monter un mauvais coup mais peut néanmoins se montrer gentille de temps en temps (avec Sophie par exemple)
- Némésis : le chat d’Émilie
- Henri : maire de la ville, père d’Émilie
- Vincent : employé du maire, très maladroit, qui souvent se retrouve mêlé contre son gré à l'histoire; Virginie semble l’apprécier
- Madame Lambert : connaissance du maire, femme forte et hautaine
- Virtuose de Cressi : chien de madame Lambert qui avale tout
- Madame Huguette la centenaire : une vieille dame dans un épisode de la saison 1
- Sébastien : ami de Martine, sportif et amour secret de Claire
- Jérémy :  camarade de classe de Martine, timoré mais très intelligent et passionné par la nature
- Emeric, Nicolas, Antoine, Aya, Paul, Inès et Sabine : camarades de classe
- Delphine : l'institutrice de l'école, calme et aimable avec les enfants
- Mr Pichon : un personnage de la saison 2, surveillant sévère de l'établissement et il est aussi directeur
- Rico (Eric) : un personnage de la saison 2, trouble-fête en classe, il est parfois arrogant mais avec un grand cœur bien caché . Il a un faible pour Martine (qu’il appelle « tartine »), contrairement a Emilie il est moins mauvais
- Père Gabriel : grand-père de Eric (dit Rico), ami de Martine
- Le sanglier Bouboule : animal du père Gabriel

- Simon : ami de Jean, secrètement amoureux de Martine, très timide et passionné par les extra-terrestres
- Bruce l'archéologue anglais : Ami de Thomas, il recherche des os de dinosaures dans un épisode de la saison 1
- l'écrivain : un déménageur dans une propriété dans un épisode de la saison 1 et il est pris pour le fantôme du baron
- Frankie G : un chanteur dans la saison 2
- Francine la gaie : une chanteuse dans la saison 2

## Jeux vidéo
Il existe un jeu vidéo intitulé Martine à la montagne[réf. nécessaire].

## Éditions audio
À partir de 1994, paraît une collection de 39 cassettes audio, Martine racontée et chantée par Chantal Goya, chez les Éditions Atlas, dont le premier numéro Martine petite maman est certifié disque d'or. Une réédition réduite en CD voit le jour en 2001.
Puis à partir de 2008 les éditions Frémeaux & Associés et les productions Cristal Records ont entrepris, avec l'autorisation des éditions Casterman, d'adapter la totalité des histoires de la série, sous forme de livres audio dirigé par Éric Debègue, reprenant chacun une adaptation de cinq à sept histoires, narrées par Marie-Christine Barrault et illustrées, musicalement, par un orchestre dirigé par le compositeur Pierre Bertrand :
- Martine à l'école, suivi de 5 autres histoires, référence FA871, publié le 1er avril 2008,  (EAN 3448960287128), (BNF 41283633). Regroupe les récits suivants : Martine à l'école, Martine au parc, La Leçon de dessin, La Surprise, L'Accident et Martine chez tante Lucie.
- Martine au pays des contes, suivi de 6 autres histoires. Référence : FA872, publié le 30 juin 2008,  (EAN 3448960287227), (BNF 41283660). Regroupe les récits suivants : Martine fait du théâtre, Martine au pays des contes, Martine se déguise, Martine, princesses et chevaliers, Martine et les marmitons, Martine petite maman et Martine et l'arche de Noé.
- Martine, la nuit de Noël, suivi de 5 autres histoires. Référence : FA873, publié le 28 octobre 2008,  (EAN 3448960287326), (BNF 41347003). Regroupe les récits suivants : Martine à la maison, Martine, la nuit de Noël, Martine, le chaton vagabond, Martine a une étrange voisine, Martine dans la forêt et Martine en classe de découverte.
- Martine à bicyclette, suivi de 4 autres histoires. Référence : FA874, publié le 10 avril 2009,  (EAN 3448960287425), (BNF 42026010). Regroupe les récits suivants : Martine à bicyclette, Martine à la foire, Martine baby-sitter, Martine apprend à nager et Martine à la ferme.
- Martine embellit son jardin, suivi de 4 autres histoires. Référence : FA875, publié le 1er mai 2009,  (EAN 3448960287524), (BNF 42025969). Précédé d'une courte chanson interprétée par Marie-Christine Barrault et regroupant les récits suivants : Martine embellit son jardin, Martine fait les courses, Martine à la mer, Martine, petit rat de l’opéra et Martine prend le train.
- Martine est malade, suivi de 4 autres histoires. Référence : FA876, publié le 4 janvier 2010,  (EAN 3448960287623), (BNF 42058979). Précédé d'une courte chanson interprétée par Juliette Gréco et regroupant les récits suivants : Martine est malade, Martine fait la cuisine, Martine monte à cheval, Martine au zoo et Martine à la montagne
- Il court il court le furet, suivi de 4 autres histoires. Référence : FA877, publié le 1er février 2010,  (EAN 3448960287722), (BNF 42223049). Regroupe les récits suivants : Il court il court le furet, Martine fait du camping, Martine et l'âne Cadichon, Martine en montgolfière et Martine fête son anniversaire
- Martine fête son anniversaire, suivi de 4 autres histoires. Référence : FA878, publié le 1er juin 2010,  (EAN 3448960287821), (BNF 42223040). Regroupe les récits suivants : Martine fête son anniversaire, Martine, un amour de poney, Martine et son ami le moineau, Martine en bateau et Martine va déménager.
- Martine, drôles de fantômes !, suivi de 4 autres histoires. Référence : FA879, publié le 11 novembre 2010,  (EAN 3448960287920), (BNF 42282941). Regroupe les récits suivants : Martine, drôles de fantômes !, Martine en voyage, Martine au cirque, Martine a perdu son chien et Martine fait de la voile.
- Martine découvre la musique, suivi de 5 autres histoires. Référence : FA880, publié le 18 juillet 2011[17], références EAN et BNF encore inconnues. Regroupe les récits suivants : Martine découvre la musique, J'adore mon frère, Martine en avion, Martine et les Quatre Saisons et Martine à la fête des fleurs.

## Martine Cover Generator
Au mois d'octobre 2007, après les fameux détournements humoristiques de Tremechan, un site web appelé Martine cover generator a été mis en ligne. Il permet aux visiteurs d'appliquer le titre désiré aux couvertures existantes de Martine. Ce site qui n'était au départ qu'une plaisanterie a vu son audience exploser en une semaine, grâce au bouche à oreille. Victimes de leur succès, les créateurs du site ont été rapidement obligés de limiter les ajouts à la base de données. Le site a fermé ses portes le 18 novembre 2007, à la suite d'un accord à l'amiable avec l'éditeur Casterman qui indiquait avoir reçu des plaintes de parents et craignait par ailleurs de voir ses personnages protégés par le droit d'auteur considérés comme libres de droit et assimilés au domaine public. Le code source du générateur a depuis été rendu public (sous licence WTFPL), permettant la création d'autres sites basés sur le même principe.

## Martine dans d'autres langues
Martine a d'autres prénoms dans les éditions non-francophones :
- albanais : Zana
- allemand : Martina, Steffi
- anglais : Debbie, Emma, Mary, Martine
- arabe (Liban) : Touline تولين
- basque : Tiny
- bulgare : Мартина
- catalan : Mariona, Martina, Mireia
- chinois : 玛蒂娜 (Mǎdìnà)
- croate : Maja
- espagnol : Carolina, Martina, Martita
- grec : Μαρίλη
- finnois : Martine
- gaélique : Siani
- hébreu : מרים (Miriam)
- hongrois : Márti
- indonésien : Tini
- irlandais : Máirín
- islandais : Margrét
- italien : Cristina, Martita
- lituanien : Elenyté
- macédonien : Marica
- malais : Martini
- néerlandais : Tiny
- polonais : Martynka
- portugais : Anita (depuis 1966), Martine (depuis le changement d’éditeur en 2015)[23]
- roumain : Andreea
- russe : Маруся
- serbe : Maja
- slovaque : Martinka
- slovène : Marinka
- suédois : Mimmi
- tchèque : Martinka
- turc : Küçük Ayşegül (La Petite Aïchégul), ou simplement Ayşegül
- ukrainien : Мартуся, Мартіна